# Hemihyalea debilis
Hemihyalea debilis là một loài bướm đêm thuộc phân họ Arctiinae, họ Erebidae.